# Marcel Blanchet
 (janvier 2023).
Marcel Blanchet LL.B., LL.M. est l'ancien directeur général des élections du Québec et président de la Commission de la représentation électorale. Nommé le 3 mai 2000, il annonce sa démission en septembre 2010,. Jacques Drouin lui succède le 1er janvier 2011.
M. Blanchet a étudié le droit à l'Université Laval.

## Chronologie
- 1974-1975: conseiller juridique à la Direction générale du contentieux du ministère de la Justice.
- 1975-1978: procureur patronal au ministère de la Fonction publique, aux services juridiques de la Direction générale des relations du travail.
- 1978-1981: ministère de la Justice en 1978, Me Blanchet y assume les fonctions de conseiller juridique, au sein de la Direction générale des affaires civiles et pénales.
- 1981-1991: directeur adjoint, puis directeur des affaires juridiques à la Direction des affaires juridiques du ministère de l’Éducation.
- 1991-2000: sous-ministre adjoint aux Affaires juridiques et à la Législation
- 2000-2010: directeur général des élections du Québec et Président de la Commission de la représentation électorale.